# Awsan

La guerra de Saba bajo Karib'il Watar I (ca. 685 a. C.) contra Awsān (en naranja).

Awsān como parte del Qataban en el

Awsān fue un antiguo reino de la Arabia antigua, en el actual Yemen; entre el siglo VIII a. C. y el siglo VII a. C.

## Hagar Yahirr
Su capital, situada al norte del Wadi Markha y al sur del Wadi Bayhan,  era Hagar Yahirr; ciudad desaparecida, de la que solo queda una eminencia artificial (tell), llamada localmente Agar Asfal. Parece haber sido destruida en el VII a. C. por Karib'il Watar, rey (mukarrib) del Reino de Saba, según un texto sabeo que habla de una entidad estatal de gran relevancia.
Hagar Yahirr fue el centro de un aglomerado excepcionalmente importante para la Arabia meridional, influenciado por la cultura helenística, con santuarios y una estructura palacial circundada de habitaciones de adobe, con un área destinada al mercado y un caravasar para dromedarios.
Al menos uno de sus reyes fue objeto de veneración cuasi divina. Una estatuilla con su retrato le representa vestido a la moda griega, al contrario de sus predecesores, según la moda árabe. Todo ello acompañado de inscripciones en lengua awsánida pero en escritura qatabánida.
La estructura urbana de Hagar Yahirr era conforme a la de las otras capitales de los pequeños reinos de la Arabia meridional, situadas a la desembocadura de wadi de una cierta importancia: Maʿin del wadi Jawf, Ma'rib del wadi Dana, Timna del wadi Bayhan, Hagar Yahirr del wadi Markha y Shabwa del wadi Irma.

## Arqueología
A mediados de los años noventa se realizaron excavaciones en el sitio arqueógico, que había permanecido extraordinariamente intacto, por M. Saad Ayoub. Gracias a ellas se observó una segunda actividad awsanida a fines del siglo II a. C. e inicios del I.
Los datos de epigrafía exterior atestiguan la existencia de un solo soberano deificado de Awsan.
Cerca de 160.000 m² estaban protegidos por muros y los cimientos de las habitaciones resultaron construidos en ladrillo cocido.
La agricultura dependía de la irrigación por canalización, posibilitada por las precipitaciones pluviales anuales de primavera y verano, cuando la crecida del nivel de agua de los wadi permitía la inundación temporal de los campos de cultivo, depositando un estrato de limo que, aunque posteriormente era erosionado por el viento, fertilizaba el suelo.
La datación por radiocarbono de los sedimentos del área sugieren la hipótesis de que la irrigación esencialmente fue abandonada en la primera mitad del siglo I d. C., y que en tal época la población se dispersó.

## Reyes de Awsān
- 'Amkarib, (VIII a. C.), padre de Ḏkrʾl Lḥyn,
- Dkrʾl Lḥyn, ca. 700 a. C., Mukarrib, padre de Muratta,
- Muratta, o Martaw (VII a. C.), derrotado por Karib'il Watar,
- Ma'ad'il, fines del I a. C. inicio del I d. C.,
- Yasuduq'il Far'a, siglo I,
- Ma'ad'il Salhan, siglo I,
- Yasuduq'il Far'a Sharah'at, siglo I,
- Ammyitha 'Ghaylān Gaschmu,